# 洛奇：拳王再臨
《洛奇：拳王再臨》（英語：Rocky Balboa）是一部2006年的美國電影，由史泰龍執導、編劇兼主演；此電影為《洛奇系列》中的第六部。續作《金牌拳手》於2015年上映。

## 主要情節
傳奇的拳王洛奇早已全面退休，闊別拳壇多年，其妻子因病離世，失去了精神依靠的他，寄情經營以妻子的名字"Adrian"為名的餐廳為生。洛奇憑著響亮的名氣，吸引許多食客慕名而來，他每天在餐廳裡高談闊論過往大小戰蹟，已成為其生活重心。洛奇心中唯一寄託是已長大了的兒子——羅伯特，但兒子卻因為父親響亮的名聲，為他帶來很大壓力，令兩人關係生疏。
同時，現任世界重量級冠軍迪克遜，雖然贏盡所有對手，卻得不到拳迷的尊敬與支持，從而影響周邊人的收入。拳擊節目以電腦模擬全盛時期的洛奇與迪克遜比賽，洛基把迪克遜擊倒。這節目引起人們的興趣，亦激發了洛基復出之心。洛基與小舅子兼摯友包利談論，他熟識的人事物已不在了，但他心中卻有一頭野獸，希望能再站上擂台。儘管小舅子及親兒子等兩個最親近的人都不贊同他回到拳擊場，洛基還是再度申請拳擊手許可，費了一番心力才到手。
洛基復出的消息成為報紙頭條。迪克遜的經紀人前來要求兩人進行一場表演賽。洛基本來只想出賽地區性的小比賽，與洛奇交手並非初衷。但經紀人表示，部分收入將用於慈善用途，於是洛基同意出賽，並找回同樣老邁的教練進行合乎當下年紀的賽前訓練。本來不贊成他這樣做的小舅子及兒子在經歷各自的不順心後，也陪同他訓練及出賽。
滿心不情願的迪克遜只當這次是表演性質，上場後才發覺老傢伙來真的。由於訓練不足，迪克遜在比賽中途受傷。力不從心的迪克遜面對毅力過人永不敗的洛基，陷入前所未有的苦戰。

## 演員表
- 史泰龍 飾

## 外部連結
- 開眼電影網上《洛基：勇者無懼》的資料（繁體中文）
- 豆瓣电影上《洛奇6：永远的拳王》的資料 （简体中文）
- 时光网上《洛奇6：永远的拳王》的資料（简体中文）
- AllMovie上《洛奇：拳王再臨》的资料（英文）
- 爛番茄上《洛奇：拳王再臨》的資料（英文）
- Box Office Mojo上《洛奇：拳王再臨》的資料（英文）
- TCM电影资料库上《洛奇：拳王再臨》的资料（英文）
- Metacritic上《洛奇：拳王再臨》的資料（英文）
- 互联网电影数据库（IMDb）上《洛奇：拳王再臨》的资料（英文）